# Hermonassa tamsi
Hermonassa tamsi är en fjärilsart som beskrevs av Charles Boursin 1968. Hermonassa tamsi ingår i släktet Hermonassa och familjen nattflyn. Inga underarter finns listade i Catalogue of Life.